# Cham Shan
Cham Shan (kinesiska: 杉山) är ett berg i Hongkong (Kina). Det ligger i den norra delen av Hongkong. Toppen på Cham Shan är 346 meter över havet.
Terrängen runt Cham Shan är huvudsakligen kuperad.  Centrala Hongkong ligger 11,2 km söder om Cham Shan. I omgivningarna runt Cham Shan växer i huvudsak städsegrön lövskog.